# Howard H. Aiken
Howard H. Aiken (Hoboken, New Jersey, 1900. március 9. – St. Louis, Missouri, 1973. március 14.) amerikai mérnök, a számítástechnika egyik úttörője. A Harvard Mark I feltalálója – ez volt a modern elektronikus digitális számítógépek előfutára.

## Élete és munkássága
Aiken mérnöki munkát végzett, miközben a Wisconsin–Madison Egyetem hallgatója volt. A Harvard Egyetemen 1939-ben doktorált, majd rövid ideig ott maradt oktatni, mielőtt hadmérnöki munkát vállalt volna az USA Haditengerészeti Ellátó Hivatalnál.

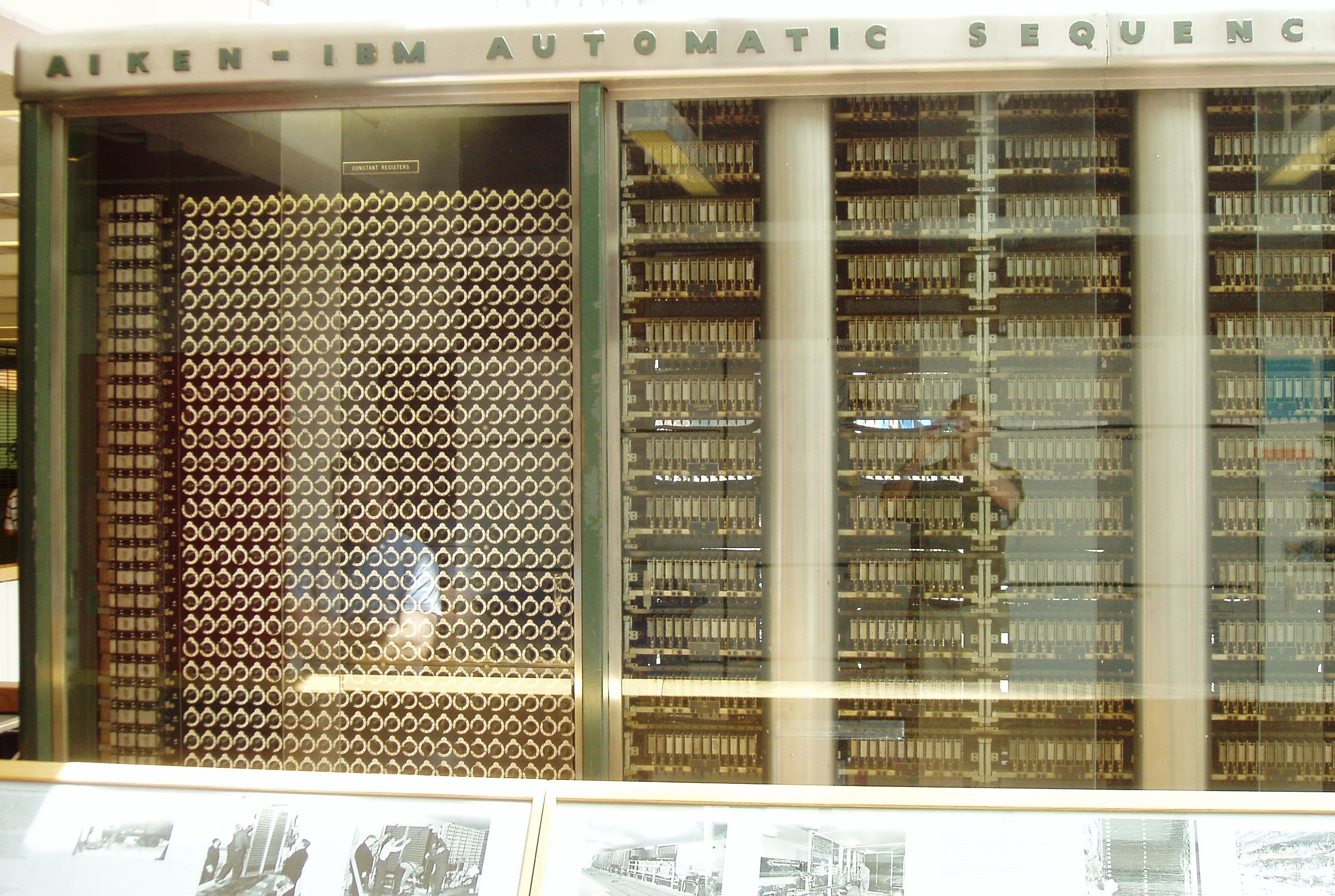
Harvard Mark I / IBM ASCC, a gép bal széle

Három másik mérnökkel – Clair D. Lake (1888–1958), B. M. Durfee, F. E. Hamilton – együtt 1939-ben kezdett dolgozni egy olyan automatikus számológép kifejlesztésén, amely 5 számtani műveletet (összeadás, kivonás, szorzás, osztás, és az előző eredményekre vonatkoztatás) tudott végezni tetszés szerinti sorrendben, emberi beavatkozás nélkül. Az első ilyen gépet, a Harvard Mark I-et Aiken és munkatársai 1944 februárjában fejezték be. Jellemzői:
- 15,3 m hosszú,
- 2,4 m magas,
- 31 500 kg,
- 800 km huzalból állt,
- 3 millió kapcsolást tartalmazott,
- lyukszalagra kódolt utasítások segítségével dolgozott

Aiken folytatta munkáját, s 1947-ben befejezte a továbbfejlesztett, teljesen elektronikus Mark II.-t. Jellemzői:
- lassú
- relékkel dolgozott,
- 2 szám összeadásához 0,5 másodperc
- 2 szám szorzásához 6 másodperc
- 2 szám osztásához 15 másodperc kellett

Több amerikai, francia, holland, német, belga kitüntetést kapott.